# 小行星4277
小行星4277（英語：4277 Holubov）是一颗围绕太阳公转的小行星。1982年1月15日，安東寧·姆爾科斯在克列特发现了此天体。
这颗小行星的绝对星等为95.29479等。